# 1890
1890 (MDCCCXC) là một năm thường bắt đầu vào Thứ tư của lịch Gregory và là một năm thường bắt đầu vào Thứ Hai của lịch Julius, năm thứ 1890 của Công nguyên hay của Anno Domini, the năm thứ 890  của thiên niên kỷ 2, năm thứ 90  của thế kỷ 19, và năm thứ  1   của thập niên 1890. Tính đến đầu năm 1890, lịch Gregory bị lùi sau 12 ngày trước lịch Julius, và vẫn sử dụng ở một số địa phương đến năm 1923. 
Theo âm dương lịch Việt Nam, hầu như các ngày trong năm 1890 trùng với năm âm lịch Canh Dần.

## Sự kiện chính

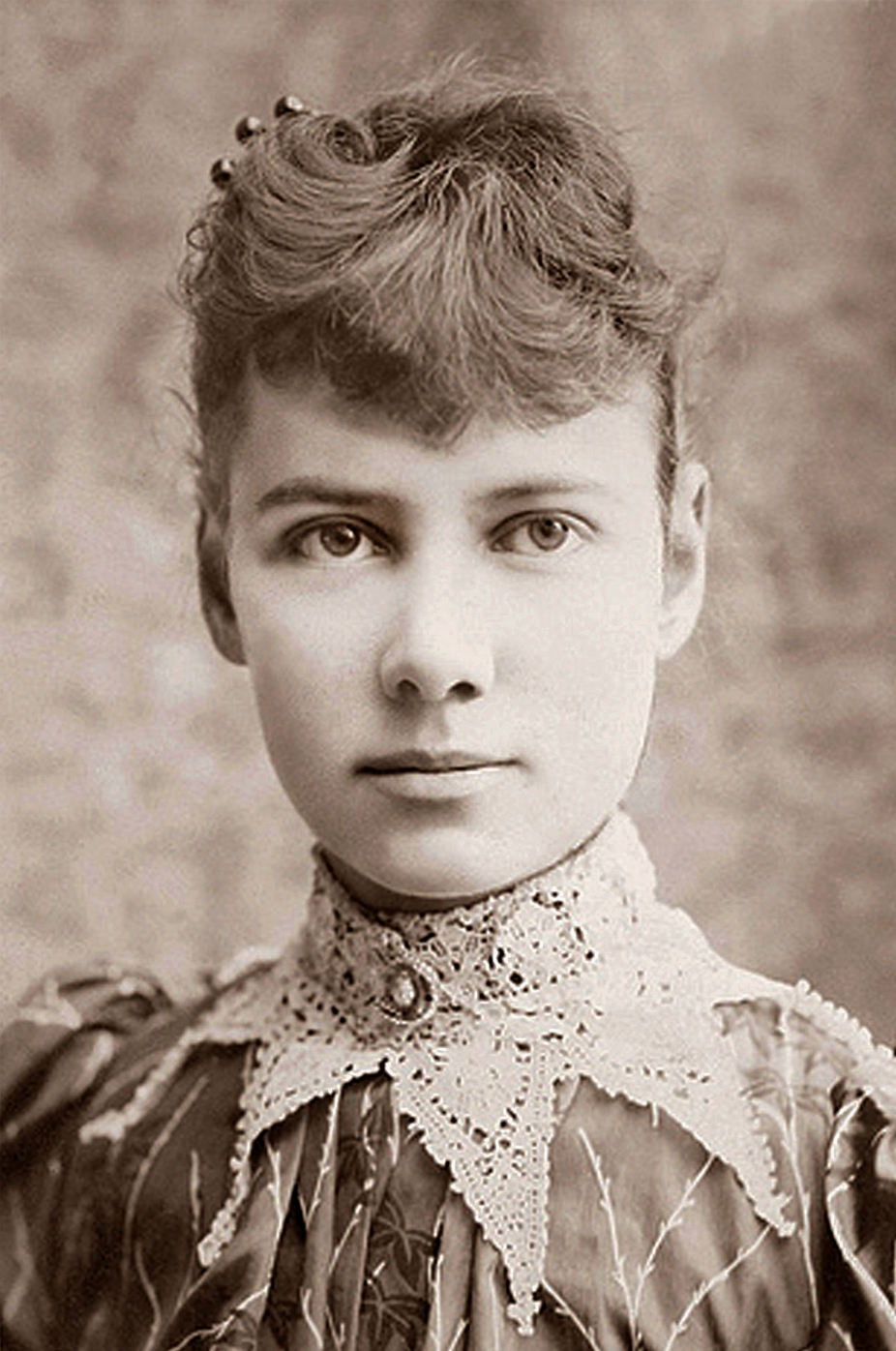
25 tháng 1: Nellie Bly, 1890

### Tháng 1 - Tháng 3
- 1 tháng 1:
  - Vương quốc Ý thành lập Eritrea thuộc Ý ở Sừng châu Phi.
  - Ở Michigan, người hấp gỗ Mackiaw đốt cháy trong lửa trên sông Đen.
  - Gustave Eiffel được đứng tên khai thác các lợi ích của công trình và được hưởng lãi từ hoạt động kinh doanh Tháp Eiffel tại Paris, Pháp trong 20 năm (từ 1 tháng 1 năm 1890 đến 31 tháng 3 năm 1909)
- 2 tháng 1:
  - Alice Sanger trở thành nữ nhân viên đầu tiên của Nhà Trắng.[1]
  - Tàu hơi nước Persia bị đắm ở Corsica; 130 người bị mất tích.[2]
- 11 tháng 1 - Tối hậu thư Anh 1890: Vương quốc Anh yêu cầu Bồ Đào Nha rút quân từ Mozambique và Angola (hầu hết ngày nay là Zimbabwe và Zambia).
- 15 tháng 1 - Người đẹp ngủ trong rừng với phần nhạc bởi Tchaikovsky, được công chiếu tại Nhà hát Mariinsky ở Sankt-Peterburg, Nga.
- 25 tháng 1:
  - Hiệp hội Công nhân mỏ Hoa Kỳ được thành lập.
  - Nellie Bly hoàn thành hành trình vòng quanh thế giới trong 72 ngày.
- 9 tháng 2 - Cục Thời tiết Hoa Kỳ được thành lập, trực thuộc Bộ Nông nghiệp Hoa Kỳ.
- 11 tháng 2 - Thành phố Araucária thành lập ở Brasil.
- 17 tháng 2 - Tàu hơi nước Duburg của Anh bị chìm ở vùng biển nam Trung Quốc, 400 người mất tích.
- 24 tháng 2 - Chicago được chọn là chủ nhà của Triển lãm Thế giới Columbia.
- 1 tháng 3:
  - Tàu hơi nước Quetia của Anh bị chìm ở eo biển Tores; 124 người tử vong.
  - Léon Bourgeois thay thế Jean Antoine Ernest Constans làm Bộ trưởng Nội vụ Pháp.
- 3 tháng 3 - Trận bóng bầu dục đầu tiên trong lịch sử Đại học Tiểu bang Ohio, diễn ra ở Delaware, Ohio. Ohio State Buckeyes đấu với Ohio Wesleyan. Đội chủ nhà thắng 20–14.

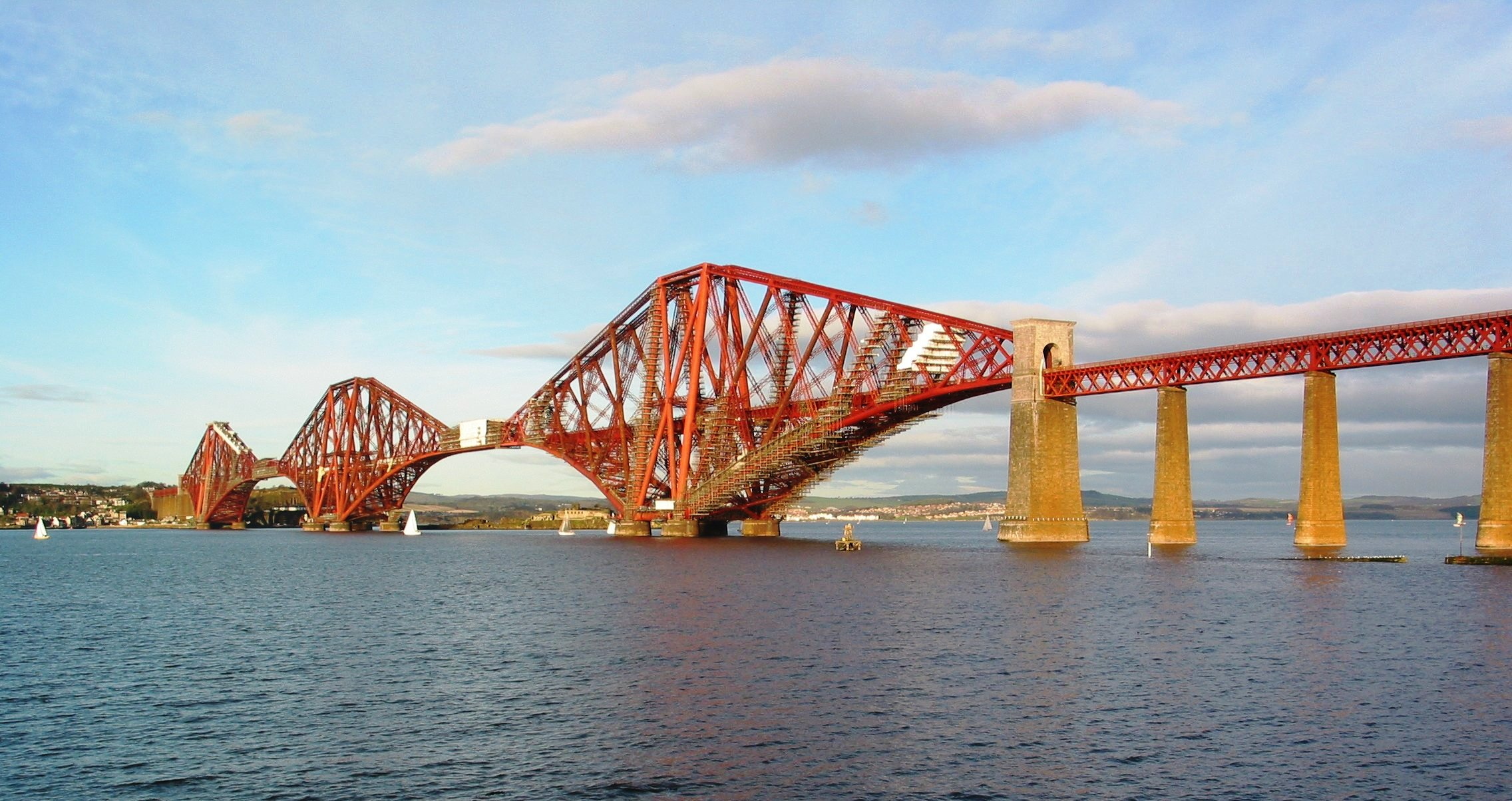
Cầu Forth được thông xe vào ngày 4 tháng 3

- 4 tháng 3: Cầu Forth, bắc qua Firth of Forth, được thông xe cho giao thông đường sắt.
- 8 tháng 3: Đại học Tiểu bang Bắc Dakota được thành lập ở Fargo.
- 17 tháng 3: Tuyến đường sắt đầu tiên ở Transvaal, Randtram, được mở giữa Boksburg và Braamfontein ở Johannesburg.
- 20 tháng 3: Kaiser Wilhelm II cách chức Otto von Bismarck.
- 27 tháng 3: 
  - Lốc xoáy Thung lũng Missisipi tháng 3 năm 1890: ít nhất 24 cơn lốc xoáy lớn được ghi nhận, giết chết 146 người.
  - Preston North End vô địch English Football League Championship sau khi giảnh thắng ở trận đấu cuối cùng trước Notts County.
- 28 tháng 3: Đại học Tiểu bang Washington được thành lập ở Pullman, Washington.

### Tháng 4 - Tháng 6

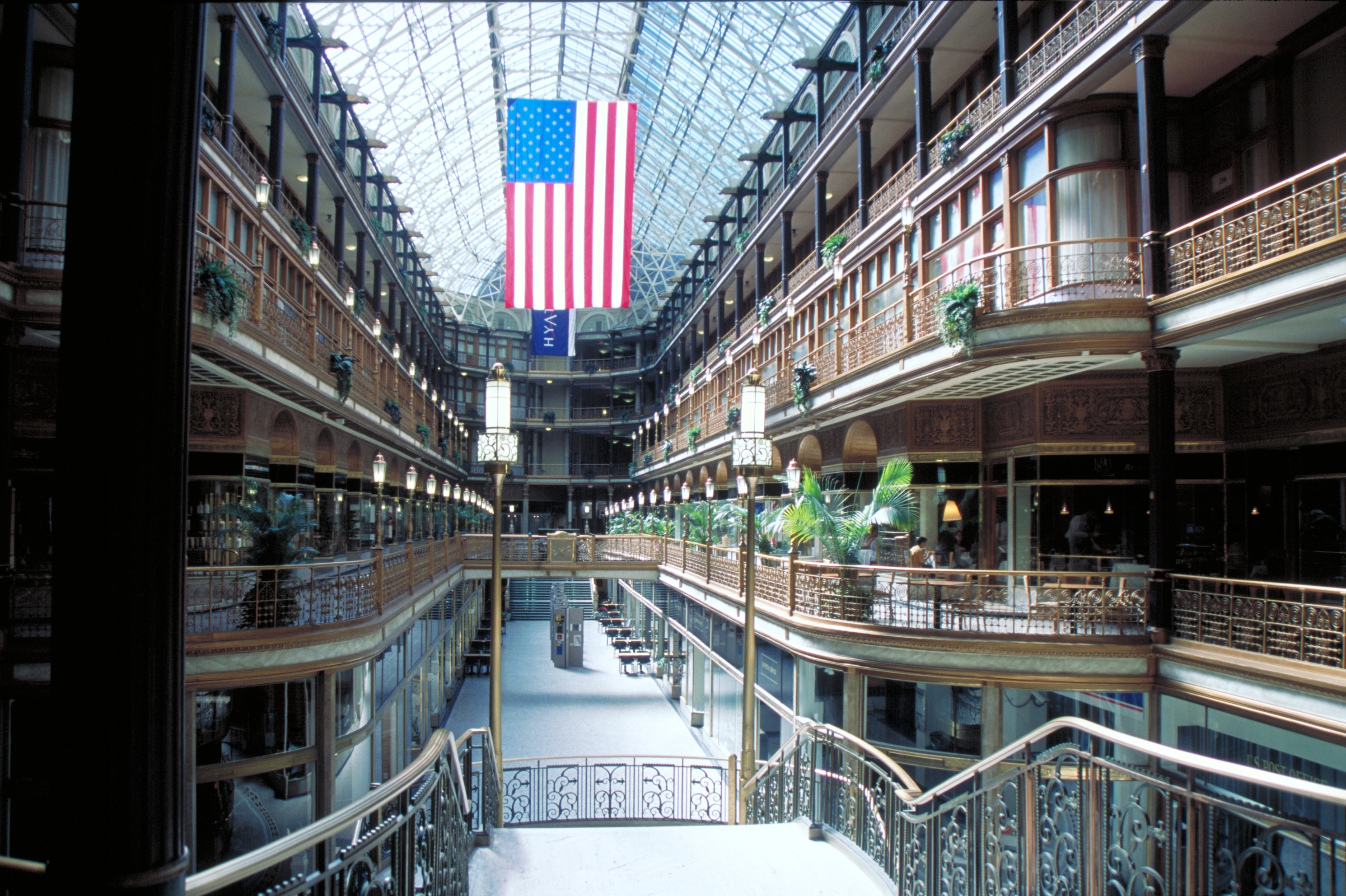
30 tháng 5: Cleveland Arcade được mở cửa

- 30 tháng 5: Cleveland Arcade được mở cửa tại Cleveland
- 1 tháng 6: Herman Hollerith.

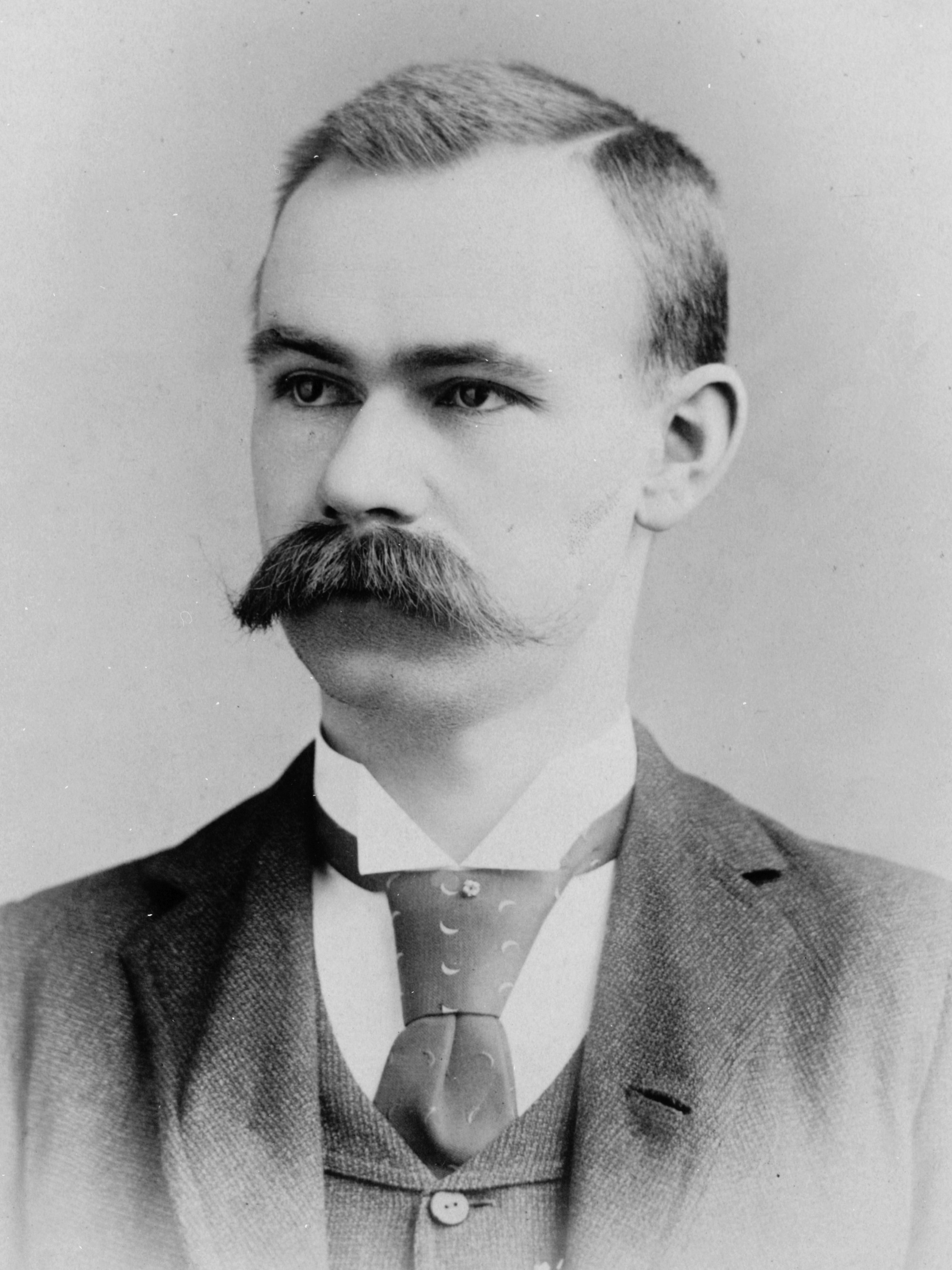
1 tháng 6: Herman Hollerith.

- 1 tháng 6: Cục Thống kê Dân số Hoa Kỳ bắt đầu sử dụng cổ mấy của Herman Hollerith
- 20 tháng 6: Trong lĩnh vực văn học, tác phẩm Bức chân dung của Dorian Gray của tác giả Oscar Wilde được xuất bản lần đầu tại Anh Quốc. Cuốn sách này nhanh chóng trở thành một tác phẩm vĩ đại trong văn học Anh và đã thể hiện phong cách văn học tinh tế của Wilde.

### Tháng 7 - Tháng 12
- 2 tháng 7: Đạo luật Sherman Antitrust Act được Quốc hội Hoa Kỳ thông qua. Đạo luật này nhằm kiểm soát hoạt động của các công ty và tổ chức trong việc ngăn chặn cạnh tranh và thực hiện các hành vi độc quyền.
- 10 tháng 7: Wyoming trở thành tiểu bang thứ 44 của Hoa Kỳ. Wyoming là tiểu bang đầu tiên mà phụ nữ được bầu cử làm thẩm phán, và nó nổi tiếng với việc tiên phong trong việc đảm bảo quyền bình đẳng cho phụ nữ trong việc bầu cử.
- 14 tháng 7: Đạo luật Sherman Silver Purchase Act được Quốc hội Hoa Kỳ thông qua.
- Tháng 8: Thế kỷ 19 là thời kỳ vàng trong việc chế tạo và phát triển xe lửa. Trong tháng 8 này, J.J. Healy và J.W. Vrooman nhận bằng sáng chế cho "hệ thống thí nghiệm phanh tự động cho xe lửa."
- Tháng 10: Hạt Sioux ở Hoa Kỳ phải chấp nhận việc tách biệt thành các khu vực dành riêng cho họ (Indian reservations) thông qua Đạo luật Phiếu bầu (Dawes Act) năm 1887. Điều này gây ra sự mất mát lớn đối với vùng đất của họ.
- Tháng 12: Hạt Wounded Knee ở South Dakota trở thành nơi diễn ra Trận Wounded Knee, một cuộc xung đột đẫm máu giữa quân đội Mỹ và người Lakota Sioux. Cuộc xung đột này đánh dấu sự kết thúc của cuộc chiến giữa Chính phủ Mỹ và các bộ tộc bản địa.

## Năm sinh

### Tháng 1
- 28 tháng 1 – Từ Cung Hoàng thái hậu, Hoàng thái hậu cuối cùng của chế độ phong kiến Việt Nam. (m. 1980)

### Tháng 2
- 10 tháng 2 – Boris Pasternak, nhà văn Nga, tác giả Bác sĩ Zhivago, giải Nobel Văn học năm 1958 (từ chối giải) (m. 1960)

### Tháng 3
- 9 tháng 3 – Vyacheslav Mikhailovich Molotov, chính trị gia và nhà ngoại giao Liên Xô (m. 1986)
- 31 tháng 3 – William Lawrence Bragg, nhà vật lý người Úc, đoạt giải Nobel Vật Lý (m. 1971)

### Tháng 4
- 11 tháng 4 – Rachele Mussolini, người Ý, vợ của Benito Mussolini (m. 1979)

### Tháng 5
- 19 tháng 5 – Hồ Chí Minh, lãnh tụ Đảng Cộng sản Việt Nam, cố Chủ tịch nước Việt Nam Dân chủ Cộng hoà (m. 1969)

### Tháng 6
- 1 tháng 6 – Frank Morgan, diễn viên người Mỹ (m. 1949)

### Tháng 7
- 18 tháng 7 – Frank Forde, thủ tướng thứ 15 của Úc (m. 1983)
- 19 tháng 7 – Georgios II của Hy Lạp, Vua của Vương quốc Hy Lạp (m. 1947)

### Tháng 8
- 20 tháng 8 – H. P. Lovecraft, nhà văn người Mỹ (m. 1937)

### Tháng 9
- 9 tháng 9 – Harland Sanders, nhà sáng lập KFC (m. 1980)
- 15 tháng 9 – Agatha Christie, nữ nhà văn Anh (m. 1976)

### Tháng 10
- 14 tháng 10 – Dwight David Eisenhower, tổng thống thứ 34 của Mỹ (m. 1969)

### Tháng 11
- 22 tháng 11 – Charles de Gaulle, tổng thống Pháp (m. 1970)

### Tháng 12
- 23 tháng 12 – Hoàng phi Chí Lạc, thứ phi của vua Thành Thái (m. 1996)

## Năm mất

### Tháng 1
- 2 tháng 1 – Julián Gayarre, ca sĩ opera người Tây Ban Nha (s. 1844)
- 18 tháng 1 – Amadeo I của Tây Ban Nha, vua của Tây Ban Nha (s. 1845)

### Tháng 2
- 22 tháng 2
  - John Jacob Astor III, doanh nhân người Mỹ (s. 1822)
  - Carl Bloch, họa sĩ Đan Mạch (s. 1834)

### Tháng 3
- 27 tháng 3 – Carl Jacob Löwig, nhà hóa học người Đức (s. 1803)

### Tháng 4
- 11 tháng 4 – Joseph Merrick (The Elephant Man), sự kỳ quặc người Anh (s. 1862)

### Tháng 5
- 8 tháng 5 – Nguyễn Phúc Hồng Phó, tước phong Thái Thạnh Quận vương, hoàng tử con vua Thiệu Trị (s. 1833)

### Tháng 6
- 1 tháng 6 – Camilo Castelo Branco, nhà văn Bồ Đào Nha (s. 1825)

### Tháng 7
- 29 tháng 7 – Vincent van Gogh, họa sĩ Hà Lan (s. 1853)

### Tháng 8
- 20 tháng 8 – Nguyễn Phúc Miên Trữ, tước phong Tuân Quốc công, hoàng tử con vua Minh Mạng (s. 1820)

### Tháng 10
- 26 tháng 10 – Carlo Collodi, nhà văn Ý (s. 1826)

### Tháng 11
- 23 tháng 11 – Willem III của Hà Lan, vua của Hà Lan (s. 1817)

### Tháng 12
- 15 tháng 12  – Sitting Bull, lãnh tụ của Lakota Hunkpapa (s. c 1831)

### Không rõ
- Không rõ – Nguyễn Phúc Đôn Trinh, phong hiệu Phú Lệ Công chúa, công chúa con vua Thiệu Trị (s. 1838)